# Тищенков, Георгий Антонович
Георгий Антонович Ти́щенков (29 апреля 1901 — 17 ноября 1978) — советский учёный, экономист, специалист в области организации сельскохозяйственного производства. Кандидат экономических наук (1940), профессор (1962). Член ВКП(б) с 1943 г.

## Биография
Тищенков Г. А. происходил из семьи крестьянина-середняка Смоленской губернии, деревни Боро́вка. В 1924 поступил, а в 1928 — окончил педагогический факультет Смоленского университета, затем перевёлся на 3 курс Воронежского СХИ, который закончил в 1930 г. по факультету крупных советских хозяйств.
С 1922 по 1928 год работал учителем в школах г. Смоленска, лаборантом химического кабинета рабфака Смоленского университета, с 1930 — агрономом Каргаменского зерносовхоза Оренбургской области, в Средне-Волжском научно-исследовательском институте экономики сельского хозяйства, затем с 1936 по 1960 и с 1967 по 1976 — заведующий кафедрой сельскохозяйственного производства ВСХИ, с 1943 по 1944 — исполняющий обязанности директора ВСХИ в г. Камень-на-Оби Алтайского края, с 1947 по 1955 — директор ВСХИ, став на этом посту преемником Морыганова А. Н. Неоднократно избирался депутатом Воронежского городского и областного Советов депутатов трудящихся, членом Воронежского обкома КПСС.
Под его руководством было подготовлено и защищено 24 кандидатских и 5 докторских диссертаций.

## Награды
За научно-педагогическую, производственную и общественную деятельность Тищенков Г. А. был награждён орденами Октябрьской революции, Трудового Красного Знамени, «Знак почета», медалями «За доблестный труд в Великой Отечественной войне 1941—1945 гг.», «За доблестный труд в ознаменование столетия со дня рождения В. И. Ленина», Большой серебряной медалью ВСХВ, дипломами областной сельскохозяйственной выставки.

## Основные труды
- Тищенков Г.А. Травопольный севооборот и перспективное планирование в колхозах // Свекловичное полеводство. — 1939. — № 9.

- Тищенков Г.А. Севообороты колхозов Елань-Коленовского района. — Воронеж: Воронежск. книгоиздат., 1940. — 5 п.л. с.

- Тищенков Г.А. и др. Организация и планирование производства в колхозах и совхозах. — М.

- Тищенков Г.А. Специализация и концентрация сельскохозяйственного производства на основе межхозяйственной кооперации и аргопромышленной интеграции. — Воронеж: Издательство ВСХИ, 1978. — 55 с.